# Újszentmargita
Újszentmargita is een plaats (község) en gemeente in het Hongaarse comitaat Hajdú-Bihar. Újszentmargita telt 1591 inwoners (2001).